# Землетрясение (фильм, 1974)
«Землетрясение» (англ. Earthquake) — художественный фильм, фильм-катастрофа режиссёра Марка Робсона, завоевавший премию «Оскар».

## Сюжет
Основная сюжетная линия повествует о сложных взаимоотношениях в семье инженера-строителя Стюарта Граффа. Он собирается расстаться со своей супругой Реми и уйти к любовнице Денис Маршалл. Также рассказывается о жизни многих других жителей Лос-Анджелеса богатых и бедных, любящих и ненавидящих. Тем временем учёные предсказывают то, что в ближайшее время город может пережить сильнейшее землетрясение. Мэрия не обращает внимания на предупреждение, но прогноз сбывается.
В момент, когда Стюарт собирался объясниться с Реми, начинаются мощные толчки, которые прерывают обычное течение жизни горожан. Большая часть Лос-Анджелеса сразу оказывается в руинах. Жители пытаются спастись и спасти, кого только смогут. Стюарт ищет в разрушенном городе Денис и её сына. После главного удара стихии грозит следующий, ещё более опасный. Плотина Малхолланд не выдерживает, и поток воды смывает тех, кто чудом выжил после землетрясения.

## В ролях
- Чарлтон Хестон — Стюарт Графф
- Ава Гарднер — Рэми Ройс-Графф
- Джордж Кеннеди — Лью Слэйд
- Лорни Грин — Сэм Ройс
- Женевьев Бюжо — Денис Маршалл
- Ричард Раундтри — Майлс Куэйд
- Барри Салливан — доктор Уиллис Стокл
- Ллойд Нолан — Джеймс Вэнс
- Виктория Принсипал — Роза Амичи
- Уолтер Мэттау — Уолтер
- Джон Рэндольф — Льюис, мэр города
- Скотт Хайлендс — Макс
- Марджио Гортнер — Джоди
- Моника Льюис — Барбара
- Кип Найвен — Уолтер Расселл
- Доналд Моффэт — Харви Джонсон
- Дебрали Скотт — Кэти (в ТВ-версии; в титрах не указана)

## Премии и награды
- 1975 — Оскар в номинации «За лучшие визуальные эффекты»